# Кедах
Кеда́х (малайск. Kedah Darul Aman / قدح) —  султанат и один из 13 штатов федеративного государства Малайзия.

## Общие сведения
Кедах расположен на северо-западе Малайского полуострова, на его западном побережье и омывается Андаманским морем. В состав штата входит также группа островов Лангкави. На севере граничит с Таиландом и малайзийским штатом Перлис, на юге и юго-западе — со штатами Пенанг и Перак.
Площадь Кедаха составляет 9 425 км². Численность населения — 1 947 651 человек (на 2010 г.). Плотность населения — 206,65 чел./км². Кедах относится, наряду с Тренгану, Келантаном, Перлисом и Пахангом, к тому меньшинству западномалайзийских штатов, где малайцы составляют большинство населения. В Кедахе малайцев 75,5 % от общего числа жителей, китайцев — 14 %, индийцев — 7 %.
Административный центр Кедаха — город Алор-Сетар. По своему государственному устройству Кедах является наследственной монархией, султанатом. Глава государства — султан, Туанку Салехуддин ибни Аль-Мархум Султан Бадлишах. Он занимает этот пост с 12 сентября 2017 года.
До него султаном был его сводный брат Туанку Абдул Халим Муадзам Шах. Единственный малайзийский монарх, который дважды был королём страны. С 1970 года по 1975-й и с 2011-го по 2016-й он возглавлял Малайзию.
Двор султана находится в поселении Амак Букит.

## История
Первое государственное образование — индуистско-буддистское царство — появилось на территории Кедаха ещё в IV веке н. э. Это было древнейшее государство на Малайском полуострове. В VII—VIII веках Кедах был вассалом государства Шривиджайя, а затем — Сиама. 1136 год стал датой основания султаната Кедах, когда местный индуистский властитель Пра Онг принял ислам и имя Султан Муджафар Шах.
В XV столетии Кедах подпадает под власть султаната Джохор, на протяжении следующих 2 веков ведёт войны с португальцами и индонезийским воинственным морским народом ачех. В XIX веке находился под властью Сиама, по Англо-таиландскому договору 1909 отошёл к Англии. В 1942 году оккупирован Японией, через 3 года снова занят британскими войсками. В 1957 году вошёл в состав независимой Малайской Федерации, в 1963 году — в состав Малайзии.

## Султаны Кедаха
- Мухаммад Джива Заин ал-Абидин (1472—1506)
- Махмуд-шах (1506—1546), сын предыдущего
- Музаффар-шах (1546—1602), сын предыдущего
- Сулайман-шах (1602—1625), сын предыдущего
- Раджжал ад-дин-шах (1625—1651), сын предыдущего
- Мухйи ад-дин-шах (1651—1661), сын предыдущего
- Зиа ад-дин Мукаррат-шах (1661—1687), сын предыдущего
- Ата-иллах Мухаммад-шах (1687—1698), сын предыдущего
- Абдаллах I Муаззам-шах (1698—1706), сын предыдущего
- Мухаммад Джива Заин ад-Абидин Муаззама-шах (1706—1779), сын предыдущего
- Абдаллах II Мукаррам-шах (1779—1802), сын предыдущего
- Зиа ад-дин Муаззам-шах (1802—1803), брат предыдущего
- Ахмад Тадж I ад-дин Халим-шах (1803—1821, 1843), сын Абдаллаха Мукаррат-шаха, племянник предыдущего
- Заин ал-Рашид Муаззам I (1843—1854), сын предыдущего
- Ахмад Тадж II ад-дин Мукаррат-шах (1854—1879), сын предыдущего
- Заин ал-Рашид Муаззам-шах II (1879—1881), сын предыдущего
- Абдул Хамид Халим-шах (1881—1943), брат предыдущего
- Бадли-шах (1943—1958), сын предыдущего
- Абдул Халим Муадзам Шах (1958—2017), сын предыдущего
- Салехуддин (с 2017 года), брат предыдущего

## Административное деление
Штат делится на 12 районов:
1. Балинг
2. Бандар Бахару
3. Кота Сетар
4. Куала Муда
5. Кубанг Пасу
6. Кулим
7. Лангкави
8. Паданг Терап
9. Пенданг
10. Покок Сена
11. Сик
12. Ян

## Крупнейшие города штата
- Алор-Сетар
- Сунгай Петани
- Кулим

## Известные уроженцы
- Даниял Фадзли Абдулла — малайский футболист.